# 澳大利亞國防部
国防部（英語：Department of Defence）是澳大利亚政府下属的一个部门，成立于1942年4月14日，主要职能是负责对澳大利亚以及该国国家利益的防卫，具体工作是为防务和军事政策提供建议、协调帮助以及方案的交付。2014年时，该部门拥有65,647名雇员。
国防部会为澳大利亚国防军提供支持，澳大利亞國防機構（ADO）由两者共同组成。